# Железен вълк (митично същество)
Железният вълк е митичен персонаж от средновековна легенда за основаването на Вилнюс, столицата на старото Велико литовско княжество и съвременна Република Литва.
Легендата споделя някои сходства с Капитолийския вълк и вероятно отразява желанието на Литва да покаже легендарния си произход от Римската империя. Днес Железният вълк е един от символите на Вилнюс и се използва от спортни отбори, литовски военни, скаутски организации и други.

## Легенда
Според легендата, великият херцог Гедимин (ок. 1275 – 1341 г.) ловувал в свещената гора близо до долината Швентарагис, близо до която река Вилния се влива в река Нерис. Уморен след успешния лов, великият херцог заспал дълбоко и сънувал огромен Железен вълк, стоящ на върха на хълм. След като се събудил, херцогът помолил кривиса (езическия свещеник) Лиздейка да тълкува съня. И свещеникът му казал: „Това, което е предназначено за владетеля и Литовската държава, е следното: Железният вълк представлява замък и град, който ще бъде създаден от вас. Този град ще бъде столица на литовските земи и жилището на техните владетели. Славата на техните дела ще отекне по целия свят.“ Затова Гедимин, подчинявайки се на волята на боговете, построил града и му дал името Вилнюс – от потока на река Вилния.